# Miami bass
Miami bass, conosciuta anche come booty music (un termine che include anche altri generi) è uno stile musicale  diventato particolarmente popolare negli anni 1980 e 1990, conosciuta per l'applicazione delle percussione del Roland TR-808, la velocità superiore alla normale dance, ed occasionalmente temi di sessualità esplicita nelle liriche.  Richie Unterberger ha caratterizzato il Miami bass con l'uso di ritmi "stop start flavor" e "hissy" cimbali con liriche che riflettono il linguaggio della strada, particolarmente i ghetti neri di Miami come Liberty City. Il Miami bass non ha mai avuto importanti affermazioni nel mainstream musicale, ma ha avuto un profondo impatto sullo sviluppo del Drum'n'Bass, del Southern rap, ed altri generi musicali.
Unterberger ha chiamato Maggotron (James McCauley, conosciuto come DXJ, Maggozulu 2, Planet Detroit e Bass Master Khan) il "padre del Miami bass".  Ha creato il suono del Miami bass con vocoder ed il cosiddetto "thrombic boomulator" per distinguere la caratteristica distorsione vocale Negli anni '80, l'argomento principale del Miami i DJ ed i beatmaker tanto quanto i performer.  Etichette come la Pandisc erano ben conosciute e Bass Rock Express di MC ADE è accreditato come il primo disco di Miam bass pubblicato.
Luther Campbell, della 2 Live Crew, diede maggiore popolarità al Miami bass nei tardi anni '80 e primi anni '90. il loro The 2 Live Crew Is What We Are, pubblicato nel 1986, diventò disco molto controverso per le liriche esplicitamente riferite al sesso e per temi profani.  As Nasty As They Wanna Be del 1989, ed il singolo "Me So Horny", fu allo stesso modo seguita da polemiche e problemi legali per la crew, e ne segnò una inesorabile caduta di popolarità.
È importante ricordare che la popolarità del Miami Bass fu in parte dovuta alla promozione ricevuta nella Florida del sud da Dj locali, radio e discoteche. Per buona parte della metà anni '80 e primi anni '90 DJ come Luke Skyywalker's Ghetto Style DJ's, Norberto Morales' Triple M DJ's, Mohamed Moretta, DJ Nice & Nasty, Felix Sama, Raymond Hernandez and Lazaro Mendez sono stati coinvolti fortemente nel passare il Miami bass agli eventi esterni locali con vasto pubblico come in spiaggia, ai parchi ed alle fiere. Club in Florida del sud come Pac-Jam, Superstars Rollertheque, Bass Station, Studio 183, Randolphs, Nepenthe, Video Powerhouse, Skylight Express, Beat Club and Club Boca ospitavano notti a base di Bass. Rotazioni e programmazioni radiofoniche supportarono fortemente il genere soprattutto nelle radio Rhythm 98, così come WEDR, e Power96.
Il Miami Bass è fortemente correlato ai moderni generi della Ghettotech e Booty House, che combinano Detroit techno e Chicago house con il suoni del Miami bass. La Ghettotech segue il medesimo orientamento a sfondo sessuale per le rime,  linee di basso hip-hop, atteggiamento da strada ma con  stile techno nei beats prodotti con Roland TR-909.